# Páv zelený
Páv zelený (Pavo muticus) je ohrožený druh páva, který se vyskytuje v tropických lesích jihovýchodní Asie. Tento druh je také nesprávně označován jako páv jávský (toto české vědecké jméno je ale oficiálně používáno pro endemický druh páva žijícího na Jávě). Páv zelený je nejbližším příbuzným páva korunkatého (Pavo cristatus), který žije na indickém subkontinentu.

## Výskyt
Tento druh páva obývá jak deštné pralesy, tak savany. Vždy se však zdržuje v blízkosti vodních ploch.
Páv zelený se v minulosti vyskytoval po celé jihovýchodní Asii; žil v jižní Číně, Myanmaru, Thajsku, Vietnamu, Kambodži, v Malajsii i na Jávě, ale kvůli odlesňování a intenzivnímu lovu se počet těchto ptáků znatelně snížil.

## Popis
Na rozdíl od jiných druhů pávů, u páva zeleného není výrazný pohlavní dimorfismus, samec a samice si jsou velmi podobní. Obě pohlaví mají dlouhá nadocasní pera a pod nimi kratší ocasy. U samce měří nadocasní pera až dva metry a na zeleném podkladu mají světlá oka, samice má nadocasní pera kratší a zbarvené čistě zeleně. Peří na krku je u obou pohlaví zelené s duhovými odlesky. U samce jsou pera na křídlech převážně modrá, u samice tmavě zelená. Pírka na tělech samic mají měděné odlesky. Jak samci, tak samice mají pruhovanou hlavu (bílá a světle modrá) a za očima oranžové půlměsíčky. Obě pohlaví má na hlavě tmavé hřebínky, samec výraznější (větší).
Páv zelený je poměrně velký pták. Patří mezi největší žijící hrabavé, ale pokud jde o hmotnost, je lehčí než krůta. Samec, včetně ocasu, měří na délku až tři metry, bez ocasu přibližně 1,4–1,6 metrů. V porovnání s pávem korunkatým má samec páva zeleného delší nadocasní pera. Rozpětí křídel dospělých samců se pohybuje okolo 1,6 metru. Dospělá samice měří na délku, včetně ocasu, přibližně 1,1 m, s rozpětím křídel o délce asi 1,2 metru. Hmotnost samce může dosahovat až 5 kg, samice má zřídkakdy více než 1 kg.
Páv zelený je schopný dlouhého letu. Není tak hlučný, jako páv korunkatý. Samci vydávají skřeky, které bývají přepisovány jako „ki-wao“, samice jako „aow-aa“. Jejich volání se ozývá hlavně za úsvitu nebo za soumraku.

## Chování
Dlouho se věřilo, že se pávi zelení chovají podobně jako jejich příbuzní pávi korunkatí a vytvářejí jakési harémy. Ve skutečnosti samci žijí samotářsky a střeží si svá teritoria. K samicím se připojují jen v období páření.
Většinu času tráví pávi zelení na zemi, ale hnízda si staví v korunách stromů ve výšce 10–15 metrů. V jedné snůšce je mezi třemi až šesti vejci. 

### Potrava
Tito ptáci se živí semeny a výhonky, ale loví též hmyz a další bezobratlé. Zmocnit se dokážou i hlodavců, menších ještěrek nebo hadů.

## Populace, ohrožení
Páv zelený se nachází na červeném seznamu ohrožených druhů a touto organizací je označen za ohrožený taxon. Populace ve volné přírodě je odhadována na 10 000 až 20 000 pohlavně zralých jedinců, přičemž trend je klesající.
Intenzivní lov kvůli masu a peří, sběr vajec, ilegální obchod, nebo modifikace stanovišť může za drastický pokles populace na většině míst. Fragmentace (odlesňování) izoluje mnoho menších populací, čímž se zvyšuje pravděpodobnost lokálního vyhynutí. V Číně a Thajsku je páv zelený považován za škůdce plodin, načež zde bývá otráven jedem. V neposlední řadě ohrožuje páva samotná rozpínající se lidská civilizace, kvůli které přichází o vhodný biotop.

## Odraz v kultuře
- V minulosti byl páv zelený symbolem barmských monarchů.
- Pro japonské malíře z období Edo (1603–1867) byl tento druh páva častou inspirací a přítomen je na mnoha jejich obrazech.
- Ve 40. letech 20. století byl druh vyobrazen na vlajce Barmy.[4]